# 青岛广东会馆
36°04′11.4″N 120°19′04.1″E / 36.069833°N 120.317806°E
青岛广东会馆旧址是位于中国山东省青岛市市南区四方路10号（芝罘路45号）的一座会馆建筑，建于1907年，现为青岛市文物保护单位。

## 历史

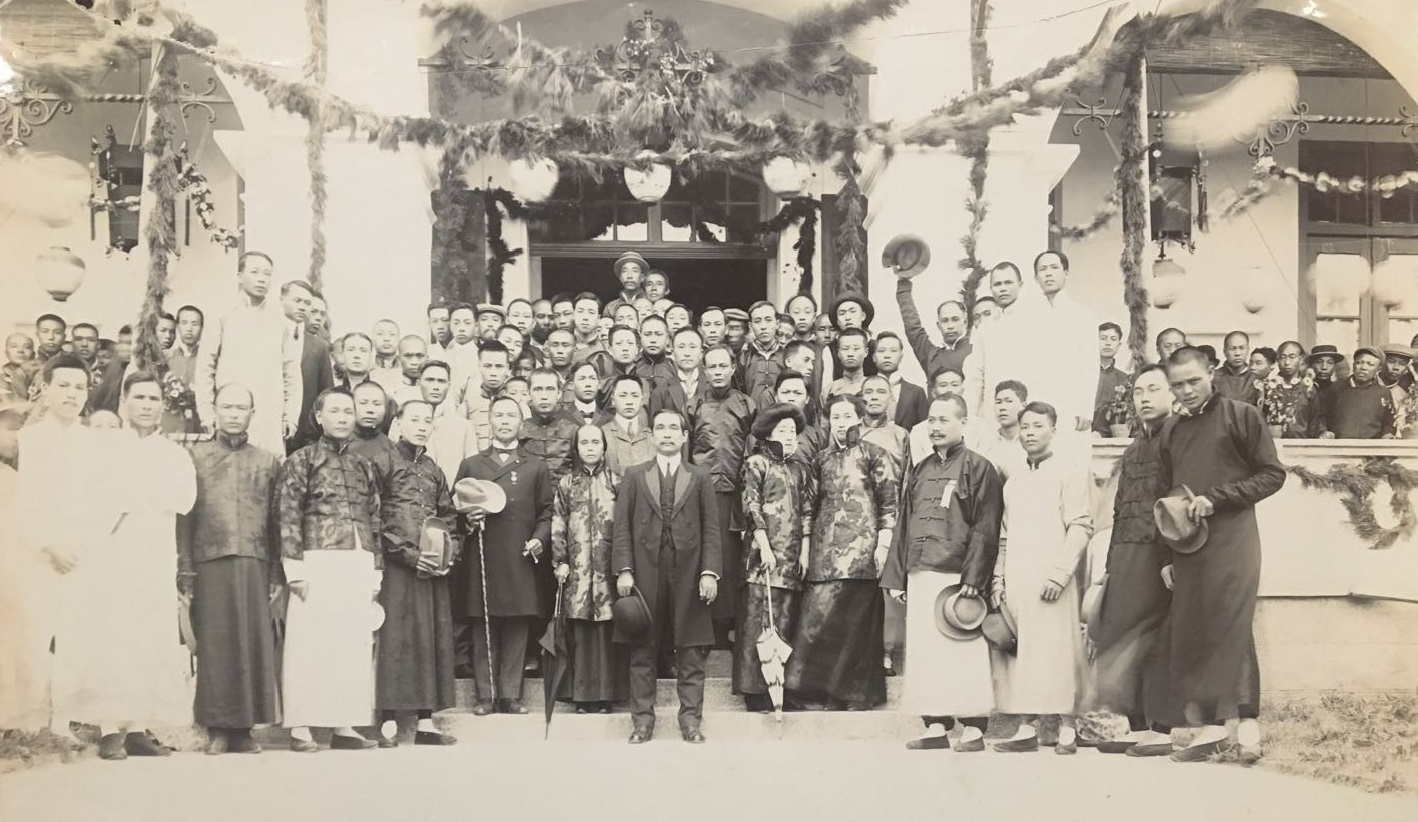
孙中山在广东会馆门前与众人合影

1906年，青岛的广东籍商人在广东人杨瑞芝、广东香山人古成章的倡议下建立广东会馆，并集资于1907年在三江会馆南侧建设广东会馆馆址。广东会馆设董事11人，不设董事长，代之以董事轮流管理。1912年9月孙中山访问青岛时，曾于9月30日在广东会馆会见同乡，并在三江会馆出席群众欢迎会，晚上参加粤东同乡会的晚宴。康有为1920年代在青岛定居期间也曾参加广东会馆活动，1927年病逝于青岛后，广东会馆为其举办追悼会。
1930年代初，曾任广东会馆董事的富商梁善川倡议并筹资设立广东公墓，位置在双山西北的孙家顶子，今市北区清江路一带，面积约15亩，设有花岗岩围墙、门楼及殡仪馆，曾经安葬有500余名在青广东人。该公墓于1966年被毁。此外，广东会馆还曾开办岭南小学。
1938年日军占领青岛后会馆停办，1946年7月31日由卢云鹏、高曰东、张露之接收并恢复，后改组更名为广东旅青同乡会，曾聘请当时在青岛任职的广东籍国民党将领范汉杰为名誉会长。1949年后由卢云鹏主持工作，后逐渐停止活动。1952年，岭南小学与三江小学合并为芝罘路小学，将广东会馆、三江会馆院落打通作为校舍。1987年，芝罘路小学撤销，次年9月解散，此后市南区辅读学校由四川路第一小学址迁至此处，广东会馆旧址改为学校勤工俭学用房。2010年代此处曾为青岛三江学校所使用，2012年改作他用。2009年7月27日列入第一批市南区文物保护单位。2011年9月29日，孙中山孙女孙穗芳访问广东会馆旧址。2018年改为市南区四方路幼儿园址至今。2023年8月10日列入第十一批青岛市文物保护单位。

## 建筑特色

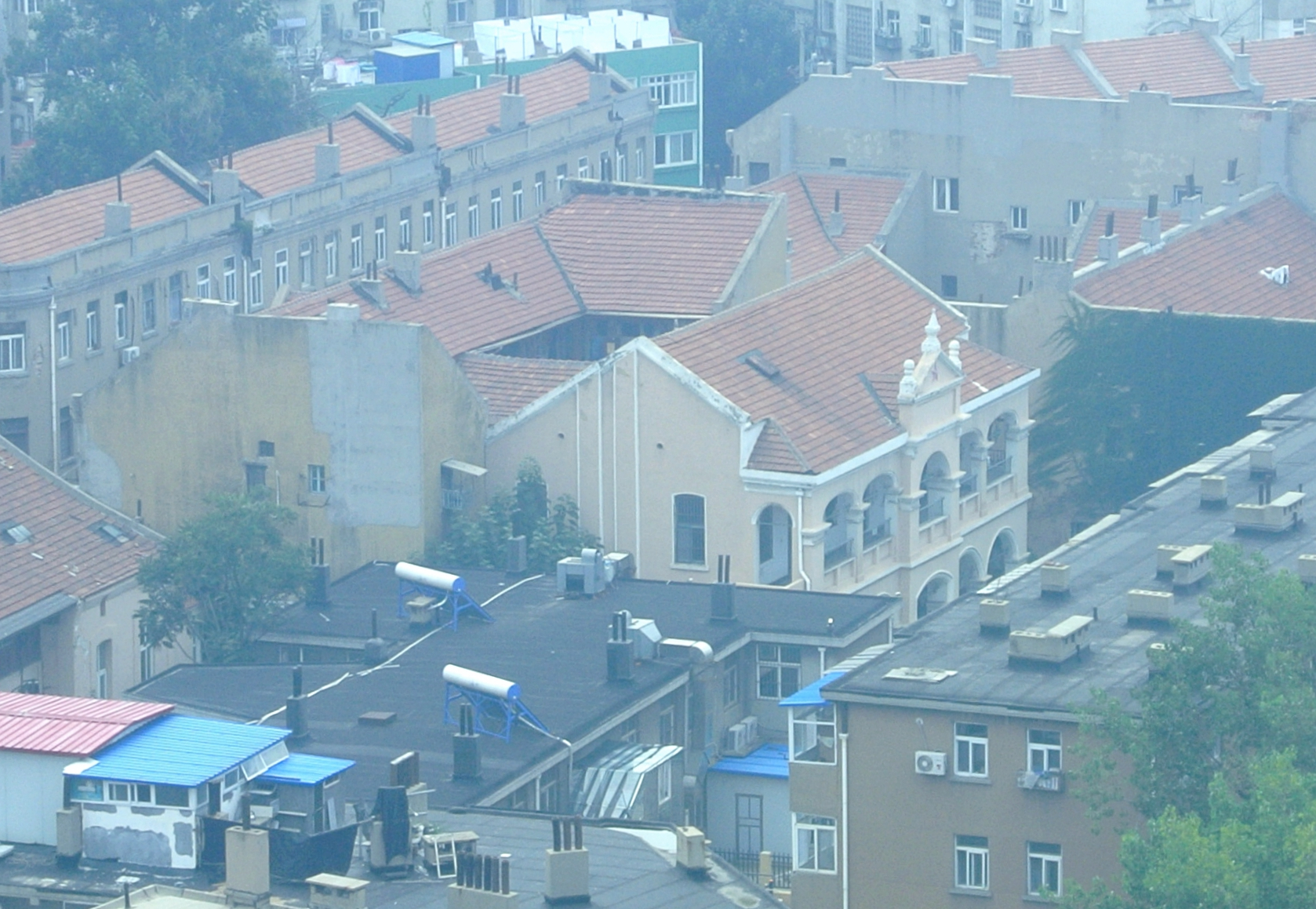
广东会馆旧址今貌

广东会馆旧址位于四方路芝罘路路口东南角一带，东邻济宁支路，原院门临芝罘路，现与三江会馆议事厅旧址同处一院，大院正门门牌号为四方路10号，西门门牌号芝罘路45号。
广东会馆旧址地上二层，地下一层，花岗岩砌基，红瓦坡屋顶。西立面为殖民地风格连券廊，一、二层各开五个拱券，拱券内设铁艺装饰。中央主入口处外凸，檐口以上起三角形山花，山花上设白色望柱装饰。山花下原有“广东会馆”四字。会馆主楼东侧临济宁支路处于1930年代增建二层附属建筑珠江里。